# Paolo Bettini
Paolo Bettini (født 1. april 1974 i Cecina Italien),  øgenavn Il Grillo, var en italiensk professionel cykelrytter, som kørte på landevej. Han var specialist i endagsløb, men opnåede også succes i flere etapeløb. Han vandt blandt andet to VM-titler samt en OL-guld i linjeløb. 

## Karriere
Bettini blev professionel i 1997 og kørte fra 1999 for Mapei-Quick Step, der undervejs skiftede navn flere gange. Hans første store sejr kom i 2000, da han vandt forårsklassikeren Liège-Bastogne-Liège. Samme år vandt han ottende etape af Tour de France.
Han var samme år med til OL i Sydney, hvor han blev nummer ni i landevejsløbet.
Han genvandt Liège-Bastogne-Liège i 2002, vandt Milano-Sanremo og Clásica de San Sebastián i 2003 samt etapeløbet Tirreno-Adriatico i 2004.
Ved OL 2004 stillede han igen op i linjeløbet, og på den relativt flade strækning i Athen var det svært at etablere udbrud. På løbets sidste runde lykkedes det dog fire ryttere at få et forspring. De fire ryttere var tyske Erik Zabel, belgiske Axel Merckx, portugisiske Sérgio Paulinho og Bettini. De to sidstnævnte kørte yderligere fra de to øvrige, og Bettini vandt spurten foran Paulinho, mens Merckx blev nummer tre.
Bettini vandt Lombardiet Rundt i både 2005 og 2006, og i både 2006 og 2007 vandt han VM i linjeløbet. Det blev desuden til fem etapesejre i Vuelta a España. Hans sidste OL blev i OL 2008 i Beijing, hvor han blev nummer sytten i linjeløbet.
I 2008 valgte han at indstille karrieren, da han ikke kunne få forlænget sin kontrakt med Quick Step.

## Væsentlige sejre
- VM i landevejscykling (linjeløb), to gange, i 2006 og 2007.
- Olympisk mester i landevejscykling (linjeløb), en gang.
- World cup, tre gange.
- Liège-Bastogne-Liège, to gange.
- Championship of Zürich, to gange.
- Milano-Sanremo, en gang.
- Tirreno-Adriatico, en gang.
- Giro di Lombardia, to gange.
- Clásica de San Sebastián, en gang.
- Italiensk mester, to gange.